# Prostomiaion
Il Prostomiaion era il luogo dell'Acropoli di Atene, nei pressi dell'area nord dell'Eretteo, in cui erano visibili le impronte del tridente di Poseidone.
Da quest'impronta era sgorgata la fonte di acqua salata, dono del dio agli Ateniesi durante la disputa con Atena per diventare la divinità protettrice della città.